# Sjymkent

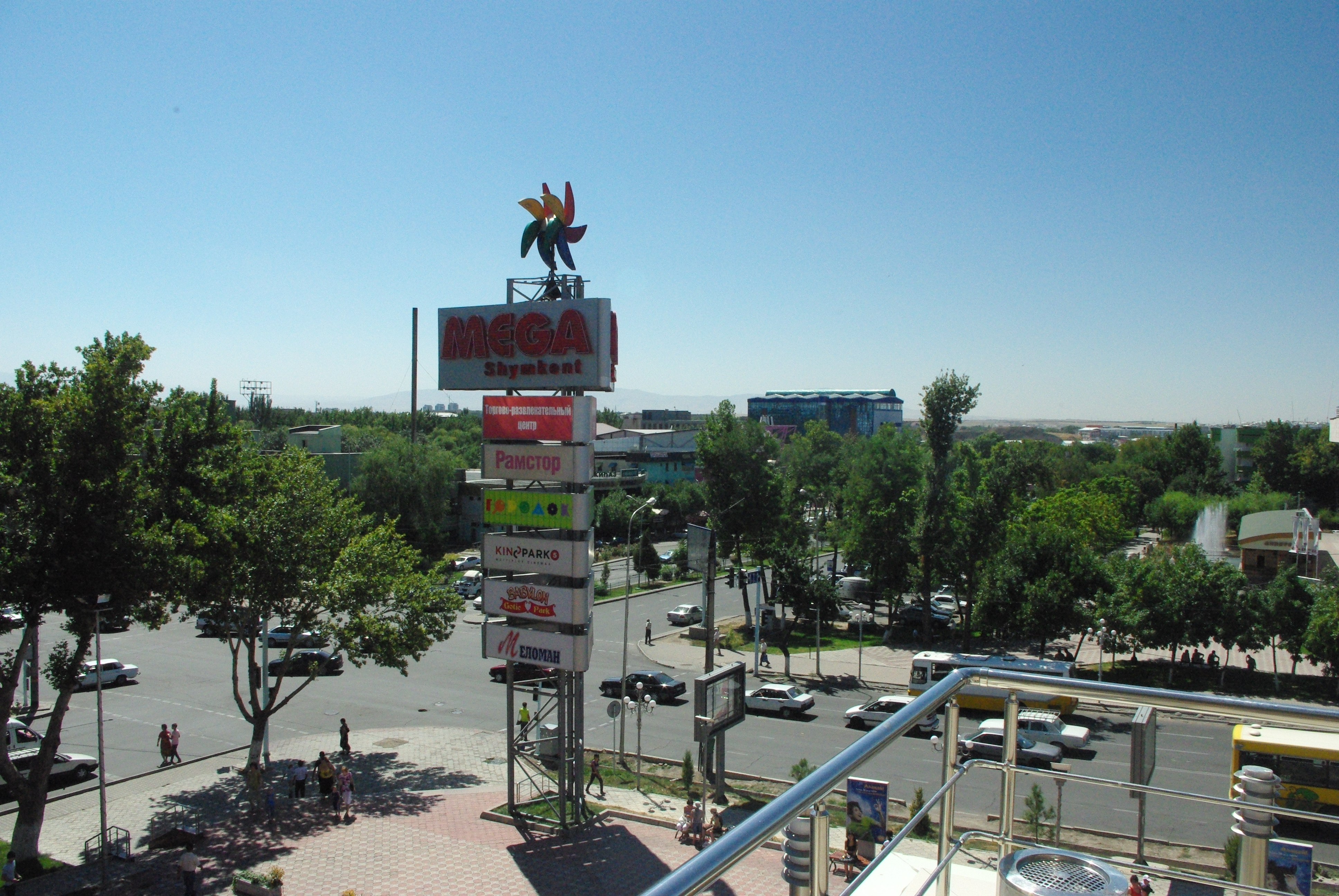
Sjymkent

Sjymkent (kazakiska: Шымкент, till 1993 Tjimkent ryska: Чимкент), är en stad i södra Kazakstan med 1,222 miljoner invånare (år 2024). Den är landets tredje största stad samt huvudort i provinsen Sydkazakstan. 
Staden grundades på 1100-talet som en viloplats längs Sidenvägen.

## Sport
- FK Ordabasy
- BIIK Kazygurt
- Kazjymukan Munaitpasov stadion, (kapacitet: 20 000)
- BIIK Arena, (kapacitet: 3 000)

## Befolkning
- Kazaker 49,5%
- Ryssar 24,6%
- Uzbeker 15%
- Tatarer 2,7%
- Andra 8% (azerer, ukrainare, koreaner)